# Sundern (Naturschutzgebiet, Kreis Steinfurt)
Koordinaten: 52° 13′ 46″ N, 7° 48′ 42″ O

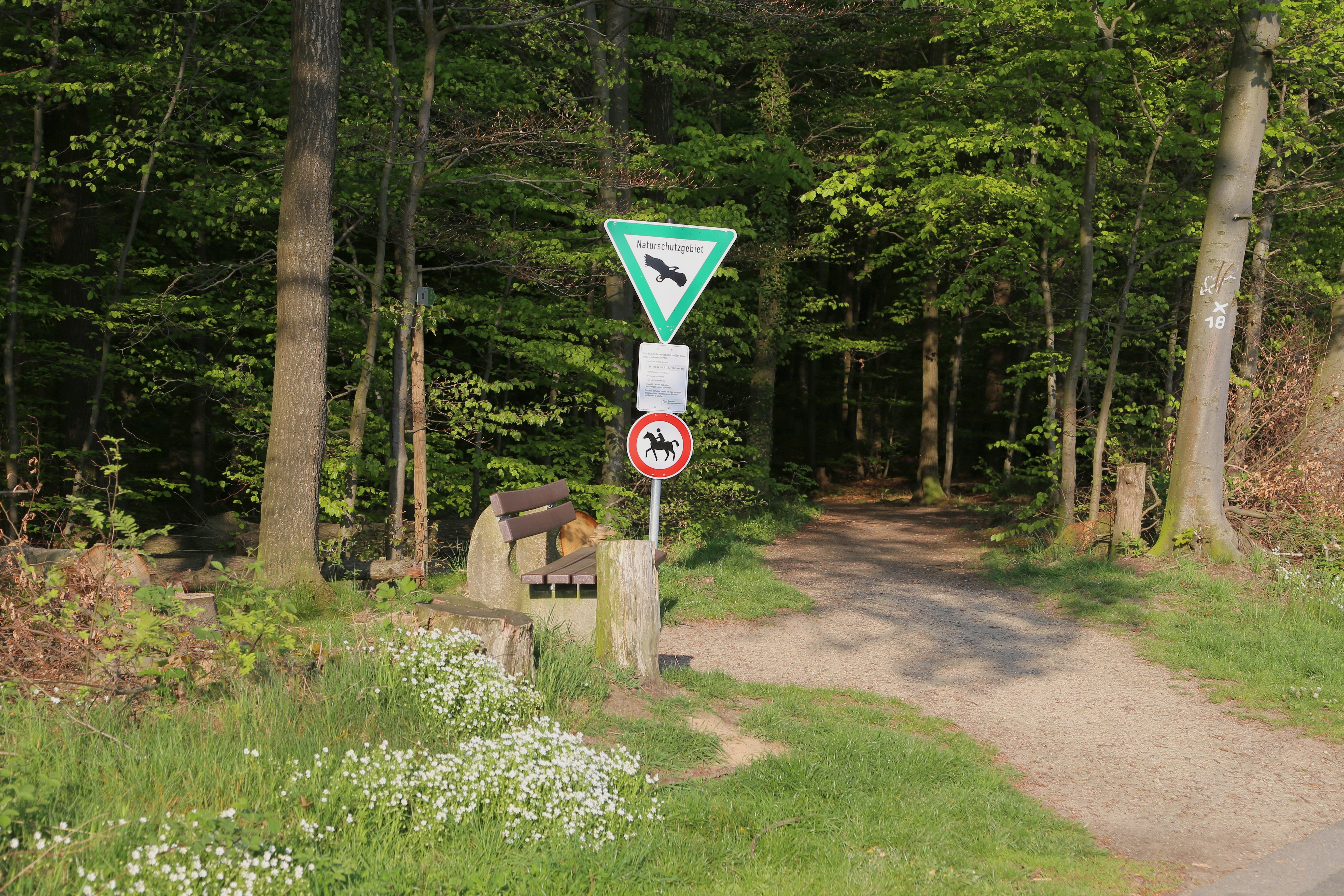
Naturschutzgebiet Sundern (April 2014)

Das Naturschutzgebiet Sundern liegt auf dem Gebiet der Stadt Tecklenburg im Kreis Steinfurt in Nordrhein-Westfalen. Das Gebiet erstreckt sich nördlich direkt anschließend an die Kernstadt Tecklenburg. Nordöstlich verläuft die Landesstraße L 594, östlich die L 597 und südwestlich die L 504.

## Bedeutung
Für Tecklenburg ist seit 2012 ein 151,87 ha großes Gebiet unter der Kenn-Nummer ST-126 als Naturschutzgebiet ausgewiesen. Das Gebiet wurde unter Schutz gestellt zur Erhaltung, Förderung, Entwicklung und Wiederherstellung von Lebensgemeinschaften und Biotopen landschaftsraumtypischer, seltener und gefährdeter Tier- und Pflanzenarten in einem großflächigen, arten- und strukturreichen, in seiner Entwicklung stellenweise durch natürliche Aufbau- und Zerfallsprozesse gekennzeichneten Waldkomplex mit naturnahen Quellbereichen und Bachläufen auf einem historischen Waldstandort.